# Goetheana incerta
Goetheana incerta är en stekelart som beskrevs av Annecke 1962. Goetheana incerta ingår i släktet Goetheana och familjen finglanssteklar.
Artens utbredningsområde är Swaziland. Inga underarter finns listade i Catalogue of Life.